# 広瀬香美のオールナイトニッポンGOLD
『広瀬香美のオールナイトニッポンGOLD』（ひろせこうみのオールナイトニッポンゴールド）は、ニッポン放送の平日夜放送の「オールナイトニッポンGOLD」枠で、毎週水曜日の22:00から23:50に放送されているラジオ番組。シンガーソングライターの広瀬香美がパーソナリティを担当している。2011年4月6日から放送を開始した。

## 概要
ニッポン放送で2011年4月まで放送していた『広瀬香美 ラジオdeフォロ〜ミ〜』の番組終了後、当番組を担当する形となった。
毎週、全てのメールの中から抽選で2人に「お食事券・1万円分」をプレゼントする。
2013年3月6日の放送で、3月いっぱいで放送終了する事を発表したが、2013年4月5日の金曜日23時30分から、ニッポン放送をキーステーションに全国ネットの30分番組「広瀬香美 ミュージックwith」が始まることになった。
「ミュージックwith」が2015年3月27日に放送終了することになり、同年春に不定期ながら金曜GOLD枠で当番組が復活することになった。

## 歴史

### 2011年
- 4月6日 - 番組放送開始。初回は、吉野家の牛丼を食べたことはあるが店内で食べたことは一度もない広瀬が、初めて吉野家（ニッポン放送最寄りの有楽町店）に行きレポートした。
- 4月20日 - 番組開始初のゲストとして、ニッポン放送で放送しているテレフォン人生相談の月曜日と木曜日のパーソナリティである早稲田大学名誉教授の加藤諦三が登場。
- 6月15日 - ゲストとして、芸人のAMEMIYAが登場。広瀬がAMEMIYAからお笑いについて学び、二人で「オールナイトニッポンはじめました」!という新ネタを作った。
- 6月22日 - 吉野家の「鰻丼」宣伝のため、吉野家の社員が登場。
- 8月24日 - ゲストとして、経済評論家の勝間和代が登場した。「広瀬香美と勝間和代。年間1200冊以上を読む女達がそっと教えるこの夏、絶対必要な自分磨きの為の1冊!?」をテーマに放送した。
- 9月7日 - ゲストとして、社会人サークル「candkebu」の池永由宇が登場。
- 10月19日 - ゲストとして、ナイツが登場。「笑って、泣ける!せつないい話」を行った。
- 12月14日 - ゲストとして、フルカワヒロシを迎えて「クリスマスライブ!～プレミアムシングルメドレー～」を行った。この日のために広瀬がシングルメドレーを作った。
- 12月28日 - 年内最後の放送。WOMAN TALK CIRCLEのコーナーで出演していた、マナー講師の磯部らんがスタジオから出演した。

### 2012年
- 2月22日 - ゲストとして、シルクが登場。「美魔女子会」を行った。それにあわせて、リスナーが送ったメールを元に美魔女の実態を暴いていった。

### 2015年
- 5月15日 - この回はアメリカロサンゼルスのホテルにて生放送されていたが 日本時間23:13ごろ 現地時間7:13ごろに現地にて大雨が原因で停電が発生し放送が出来ないアクシデントが起きた。 急遽ニッポン放送から山本剛士アナウンサーと国際電話で広瀬と電話をつなぎ、残りの47分間を放送した。
- 8月21日 - プロ野球中継延長のため全編裏送り。

## コーナー

### 現在のコーナー
愚痴　言うぞ!
アナタが普段感じている夫婦や家族、仕事での愚痴をメールで募集する。
サウンド・レシピ〜ノン・ミュージック、ノン・ライフ
元々23時台に放送していた音楽企画が2011年6月3日放送分から正式コーナーとしてスタートした。内容は、音楽の魅力を広瀬が紹介していくものとなっている。紹介した曲を広瀬自ら弾き語りすることが多い。なお、この企画も“音楽は心のビタミン”ということを番組内で言っているため、理研ビタミン（ニッポン放送ではこのコーナーの冠スポンサーになっている）から提供されたドレッシング2種類を3本ずつ、そして料理研究家である浜内千波の新刊本を3名にプレゼントする。プレゼントに応募するためには、番組内で発表されるキーワードが必要となる。
広瀬の五線譜
2012年8月29日放送分からのスタート。広瀬が様々な楽曲、様々なアーティストの魅力を分析し、とっても分かりやすく解説するコーナー。
カンブリア大陸〜ガイアの流儀〜
広瀬が友人について語る。
ミステリー作家 キャッスルからのチャレンジ・ザ・アンケート！!
アメリカのドラマ『キャッスル/ミステリー作家のニューヨーク事件簿』とのコラボ企画第2弾、誰でも人生で一度は直面したことのあるかもしれない「どちらにすべきか悩んでしまう問題」を、2択のアンケートにしてTwitterやメールで募集し、一緒に解決しよう!というコーナー。

### 終了したコーナー
吉野家牛丼川柳
牛丼屋の「吉野家」との共同企画で牛丼にまつわる五・七・五の川柳を募集するコーナー。毎週、優秀作品に選ばれた人は、有田焼でできた「吉野家の番組オリジナルどんぶり」をプレゼントすることになっていた。2011年7月6日の放送をもって終了。
- 2011年4月29日放送分から吉野家賞が登場した。選考方法は、番組で紹介した作品を吉野家のTwitterの担当者が良いと思ったものがツイートされ、さらに優秀なものに吉野家オリジナル湯呑みをプレゼントされた。

Dear…again…again
リスナーから寄せられた大人の恋を読み上げるコーナー。コーナー名の由来は自身のヒット曲「DEAR...again」。新コーナー「哲子と哲男」開始に伴い、2011年7月20日の放送をもって終了。
アンケッター
2011年5月11日放送分で、パーソナリティーの広瀬がTwitterを使用していることから行った。アンケートをもじったものだと思われ、文字通りTwitterを通してアンケートを募集する。ちなみに1回目のお題は「ごはんにかけておいしいものは?」という内容だった。
哲子と哲男
2011年7月27日放送分からのスタート。自己流の哲学をリスナーに考えてもらうコーナー。広瀬がリスナーに求める基準が不安定で、「哲学じゃなく日記」とぼやくことも多々あった。2011年11月23日の放送をもって終了。
神様、この人でしょうか〜?
身近な人に不満や怒りなど言いたいことをメールで募集する。コーナー名の由来は自身のヒット曲「ロマンスの神様」の1フレーズ。
広瀬クチコーミ・ライブラリー
リスナーが推薦する書籍を毎週1～2冊紹介。このコーナーで紹介された書籍はセブンネットショッピングで購入可能で、推薦文は「みんなのクチコミ」に掲載される。
WOMAN TALK VLRCLE
毎月テーマを替えて、様々なジャンルについて活躍している女性にお話を伺うコーナー。
ミステリー作家 キャッスルからの挑戦状!
アメリカのドラマ『キャッスル/ミステリー作家のニューヨーク事件簿』を元に、Twitterで事件の解明を募集する。
香美苑
2011年6月22日放送分からのスタート。番組スタッフが「広瀬の発想はユニークだ」と評し、この発想力をいかして色んな言葉の意味を定義していこうという趣旨で開始されたコーナー。コーナー名の由来は「広辞苑」。